# 니자 (포르투갈)

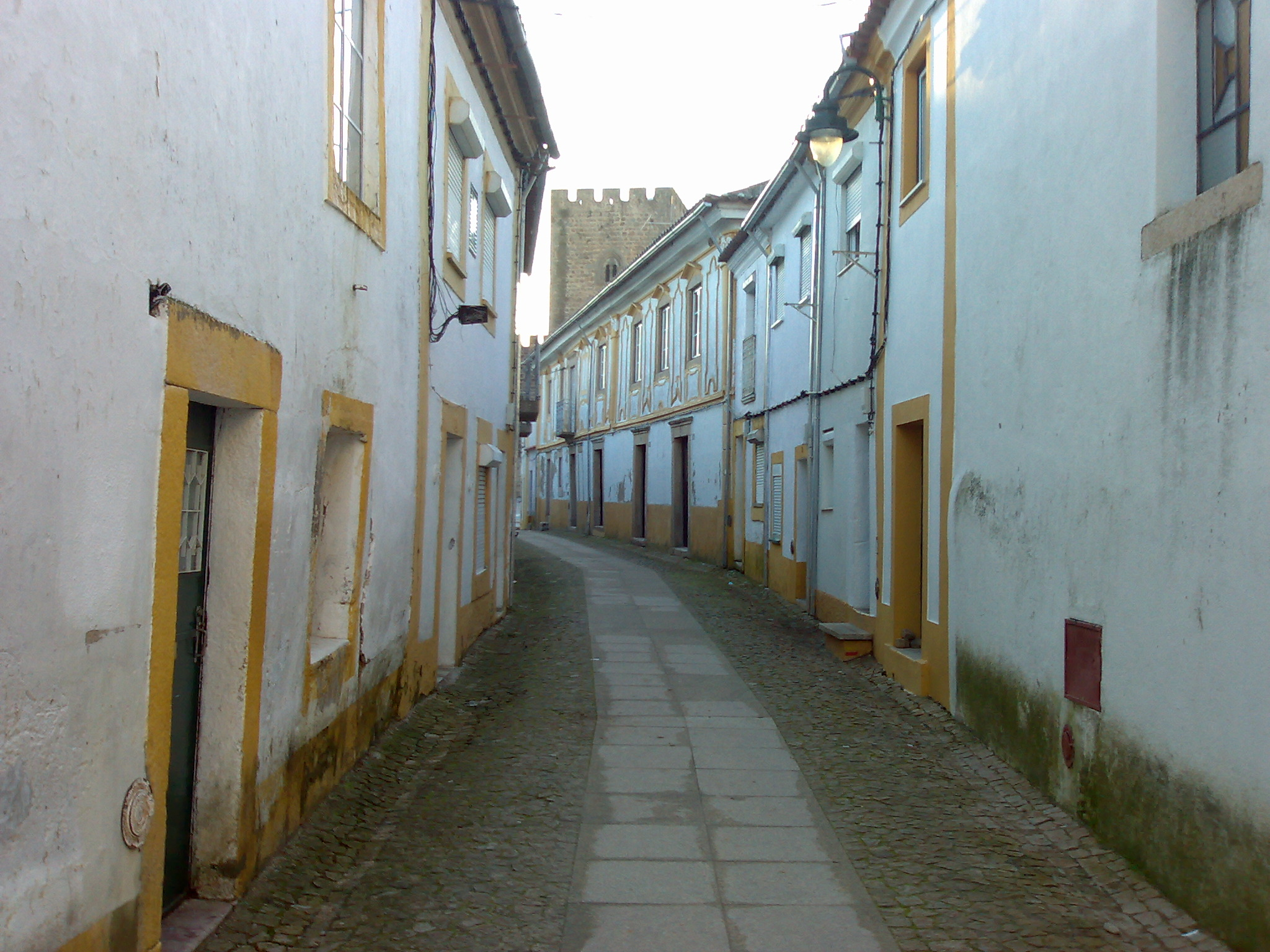
니자 시가지

니자의 위치

니자(포르투갈어: Nisa)는 포르투갈 포르탈레그르 현에 위치한 도시로 면적은 575.68km2, 인구는 7,450명(2011년 기준), 인구 밀도는 13명/km2이다. 포르투갈에서 생산되는 양젖 치즈 가운데 하나인 니자 치즈의 원산지이기도 하다.

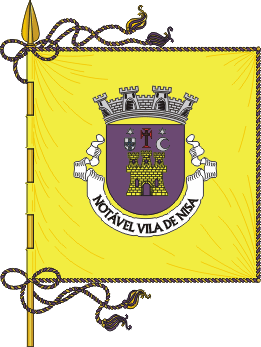
시기
시 문장